# Hideo Sakai
Hideo Sakai (n. 10 iunie 1909, Japonia – d. 3 iunie 1996, Prefectura Hyōgo, Japonia) a fost un fotbalist japonez.

## Statistici
| Japonia | Japonia | Japonia |
| An      | Meciuri | Goluri  |
| ------- | ------- | ------- |
| 1934    | 3       | 0       |
| Total   | 3       | 0       |